# 전경남
전경남(1954년 ~ )은 조선민주주의인민공화국의 정치인이다. 최고인민회의 상임위원회 위원 겸 최고인민회의 제13기 대의원이다.

## 경력
2005년 4월 북-잠바브웨 친선협회 위원장에 임명되었고, 2005년 6월 북-스웨덴 친선협회 위원장에도 임명되었다. 2012년 2월 인민경제대학 총장에 올랐고, 2012년 4월 최고인민회의 법제위원회 위원으로 보궐선거되었다. 2014년 4월 최고인민회의 상임위원회 위원에 선출되었다.

## 최고인민회의 대의원
2003년 9월 최고인민회의 제11기 대의원을 거쳐 2012년과 2014년 제12기 및 제13기 대의원으로 선출되었다.